# Clara Matéo
Clara Matéo (født 28. november 1997) er en kvindelig fransk fodboldspiller, der spiller angreb for franske Paris FC i Division 1 Féminine og Frankrigs kvindefodboldlandshold.  
Hun fik sin officielle debut på det franske landshold den 27. november 2020 i en 3–0-sejr over Østrig. Hun blev også udtaget til landstræner Corinne Diacres officielle trup mod EM i fodbold for kvinder 2022 i England.

## Landsholdsstatistik
| Nr. | Dato             | Spillested                            | Modstander | Score | Resultat | Turnering             |
| --- | ---------------- | ------------------------------------- | ---------- | ----- | -------- | --------------------- |
| 1   | 1. december 2020 | Stade de la Rabine, Vannes, Frankrig  | Kasakhstan | 12–0  | 12–0     | EM-kvalifikation 2022 |
| 2   | 1. julu 2022     | Stade de la Source, Orléans, Frankrig | Vietnam    | 5–0   | 7–0      | Venskabskamp          |